# Palácio Pedro Ernesto
O Palácio Pedro Ernesto é um prédio histórico localizado na cidade brasileira do Rio de Janeiro. Desde o ano de 1923 o prédio abriga a Câmara Municipal do Rio de Janeiro.

## História
O prédio foi inaugurado em 1923, tendo recebido o apelido de "Gaiola de Ouro" pelo historiador Brasil Gerson devido ao altíssimo custo de sua construção, 23 mil contos de réis, mais de duas vezes o custo de construção do Teatro Municipal do Rio de Janeiro. O projeto e a construção do prédio foram realizadas pelo engenheiro Heitor de Melo e pelo arquiteto Arquimedes Memória, tendo obras de Carlos Oswald, Eliseu Visconti e dos irmãos Carlos e Rodolfo Chambelland.

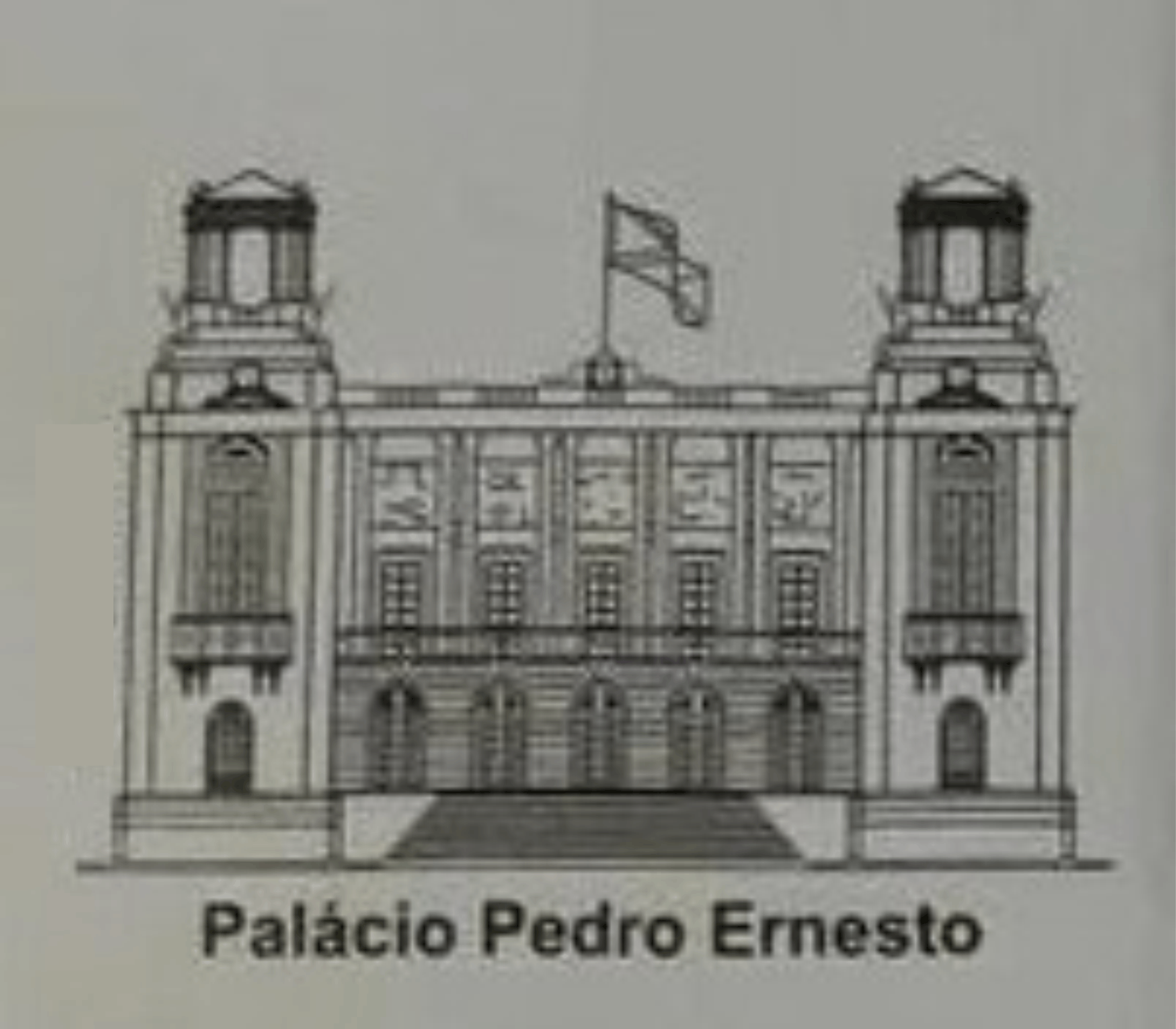
Logomarca arquitetônica.

Antes de se instalar definitivamente no Palácio Pedro Ernesto em 1923, a Câmara ocupou 14 imóveis diferentes, entre eles a Casa de Câmara de Cadeia no Morro do Castelo (1567–1637), a Casa Térrea ao lado da Igreja de São José (1636–1736), a Cadeia Velha (1736–1787 e 1792–1808), o Arco do Teles no Largo do Paço (1787–1790), Paço Municipal no Campo de Santana (1825–1874), o Palácio do Campo de Santana (1882–1896) e o Liceu de Artes e Ofícios (1919–1923).